# John Lindley (Botaniker)

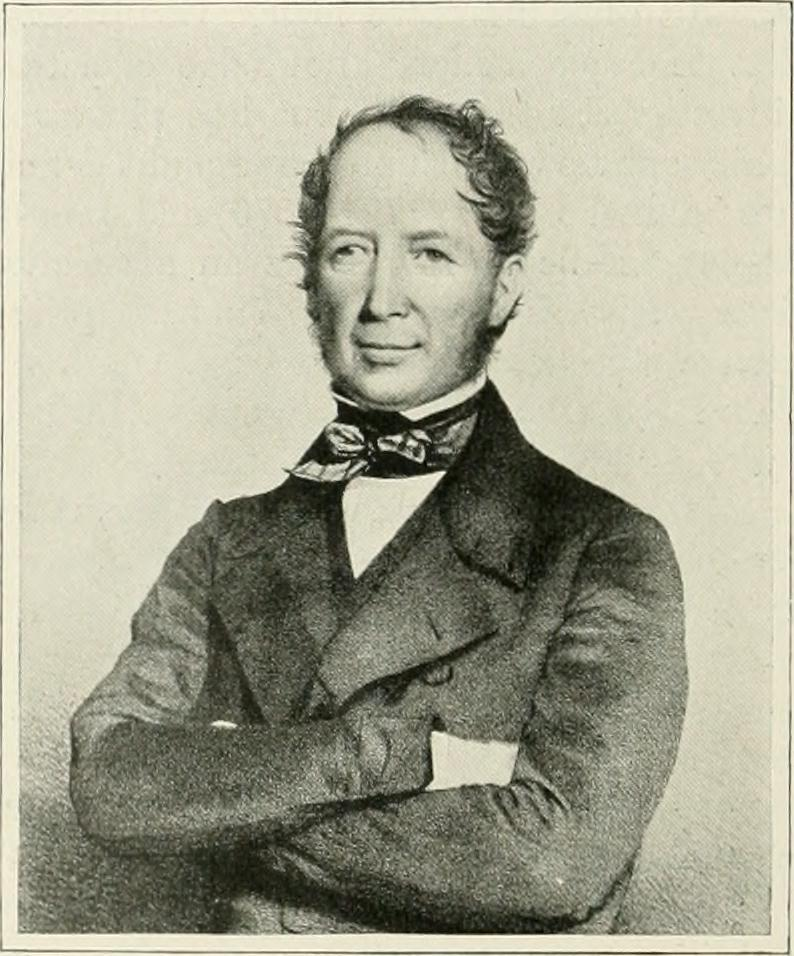
John Lindley

John Lindley (* 5. Februar 1799 in Old Catton in Norfolk; † 1. November 1865 in Acton Green, Middlesex) war ein englischer Botaniker. Sein offizielles botanisches Autorenkürzel lautet „Lindl.“ Als erster Botaniker erstellte Lindley eine Klassifizierung von Orchideen und gilt so als Vater der modernen Orchideenkunde.

## Leben und Wirken
Lindley war das älteste von vier Kindern des Gärtners George Lindley (ca. 1769–1835) aus Yorkshire und seiner Frau Mary, geborene Moore. Sein Vater war Pomologe und hatte ein gärtnerisches Handbuch (A Guide to the Orchard and Kitchen Garden) verfasst. Bereits in seiner Schulzeit im Gymnasium von Norwich sammelte John Lindley Wildpflanzen, aber auch Altertümer, sein Spitzname war „Old Antiquity“. Er wollte Soldat werden, aber die Familie konnte nicht das Geld aufbringen, um ihm ein Offizierspatent zu kaufen. So wurde er 1815 Reisender für den Samenhändler Wrench aus Camberwell und verbrachte dann einige Zeit zu Hause mit entomologischen Studien, bis sein Vater in wirtschaftliche Schwierigkeiten geriet.
1817 lernte er William Jackson Hooker, einen damals sehr bekannten Botaniker, kennen, der in Norwich ansässig war, und blieb mit ihm auch nach dessen Umzug nach Halesworth in Verbindung. Über Hooker wurde er mit Charles Lyell und Robert Brown bekannt. Auf Vermittlung von Brown wurde er 1819 Hilfsbibliothekar bei Joseph Banks in Soho, der ihm Hoffnungen machte, für ihn auf Forschungsreisen gehen zu können. Er betreute Bibliothek und Herbarium. Nach dem Tode von Banks vollendete er dessen hinterlassene Werke. Ab 1821, nach dem Tod von Banks, wurde Lindley von William Cattley unterstützt. Er gab 1821 dessen Collectanea Botanica heraus. Nach diesem benannte er 1824 die Gattung Cattleya Lindl. Mit dem Geld, das ihm Lyell geschenkt hatte, kaufte sich Lindley ein Mikroskop und ein kleines Herbarium.
1822 wurde Lindley Assistenz-Sekretär der Royal Horticultural Society (RHS), damals eine beachtenswerte Größe in der botanischen Welt, und wurde so auch mit der Überwachung der Gartenbauaktivitäten für William Cavendish, 6. Duke of Devonshire (1790–1858), auf dessen Landsitz Chiswick betraut. Er organisierte dort die erste Gartenausstellung der RHS. Lindley bestimmte die Pflanzen, die von den Sammlern bei der Gesellschaft eingingen. 1832 wurde er an der Universität München zum Doktor der Philosophie promoviert.
1823 heiratete Lindley Sarah Freestone (1791–1869), die Tochter von Anthony George Freestone. Das Paar lebte in Acton Green und hatte fünf Kinder, ansonsten scheint Lindley seine Frau jedoch zugunsten seiner Pflanzen vernachlässigt zu haben. Im Haus lebte zwischen 1830 und 1847 auch seine Zeichnerin Sarah Drake, die als Orchideenmalerin berühmt wurde. 1840 benannte er die australische Orchideengattung Drakea nach ihr. Auch seine Töchter schufen Illustrationen für seine Werke.
Da Lindley für die Schulden seines Vaters einstehen musste, litt er zeitlebens unter Geldnot und war ständig auf der Suche nach neuen Einnahmequellen. 1829 wurde Lindley am University College London Professor für Botanik, eine Stelle, die er bis zu seiner Emeritierung 1861 bekleidete. 1835 veröffentlichte er das Werk Natural System of Botany in welchem er die Orchideen in sieben Triben aufteilte.
1841 gründeten Lindley, Joseph Paxton und andere die Gartenbauzeitschrift The Gardeners’ Chronicle. Diese Zeitschrift sollte eines der hervorragenden Vehikel zur Förderung der Orchideenkunde werden. Durch seine Beziehungen zur Royal Horticultural Society und reiche Förderer wurde Lindley Experte für Orchideen in England und Europa. In dieser Position erhielt er viele neue Pflanzen zur Bestimmung und Beschreibung zugesandt, veröffentlichte viele Neubeschreibungen und grundsätzliche Untersuchungen und legte eine breite Basis für die wissenschaftliche Orchideenkunde. Im Oktober 1845 reiste Lindley mit dem Chemiker Lyon Playfair im Auftrag von Robert Peel, dem britischen Premierminister, nach Irland, um die dortige Hungersnot, die Kartoffelfäule und die Auswirkung der Korngesetze zu untersuchen. Er betonte das Ausmaß der Katastrophe und die Notwendigkeit von Hilfsmaßnahmen.
Durch die Arbeit an seinen Herbarien litt Lindley wahrscheinlich an einer Quecksilbervergiftung, was seine Schaffenskraft im Alter sehr minderte. Er starb am 1. November 1865 in Acton Green an einem Gehirnschlag und wurde in Acton begraben.

## Ehrungen

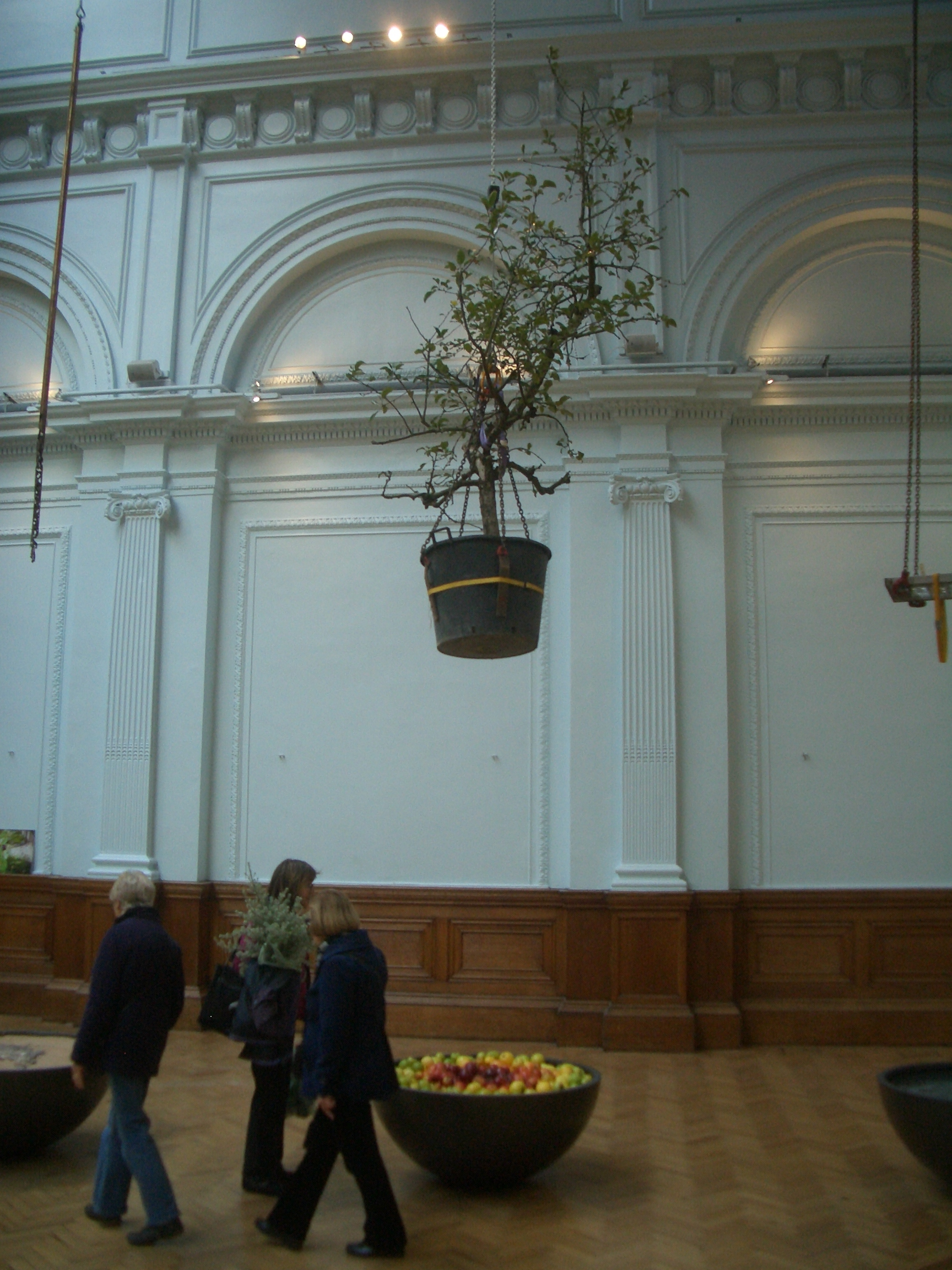
Lindley Hall der RHS beim Autumn Fair 2013

Im Jahr 1820 wurde er zum Mitglied der Leopoldina gewählt. 1828 wurde Lindley als Mitglied in die Royal Society gewählt, die ihm 1857 die Royal Medal verlieh. Seit 1834 war er korrespondierendes Mitglied der Preußischen und seit 1840 der Bayerischen Akademie der Wissenschaften. In die Académie des sciences wurde er 1853 als korrespondierendes Mitglied aufgenommen. Die RHS benannte ihre 1904 erbaute Ausstellungshalle in der Elverton Street in Chelsea zu seinen Ehren. 1859 wurde er in die American Academy of Arts and Sciences gewählt.
Nach ihm wurden folgende Pflanzengattungen benannt: Lindleya Nees (1821, nom. rej.), Lindleya Kunth (1824, nom. cons.), Neolindleya Kraenzl. (1899), Lindleyella Rydb. (1908), Lindleyella Schltr. (1914, nom. illeg.), Neolindleyella Fedde (1940), Lindleyara Garay & H.R. Sweet (1966) und Lindleycladus T.M. Harris (1979). Darüber hinaus verweist das Epitheton zahlreicher Pflanzenarten auf Lindleys Namen.

## Schriften (Auswahl)
- Rosarum Monographia. Or a Botanical History of Roses, to which is added an Appendix for the Use of Cultivators, in which the most remarkable Garden Varieties are systematically arranged. Ridgway, London 1820 (Digitalisat).
- Digitalium Monographia. Sistens historiam botanicam Generis, Tabulis omnium Specierum hactenus cognitarum illustratam, ut plurimum confectis ad icones Ferdinandi Bauer penes Gulielmum Cattley. Bohte, London 1821. (Digitalisat)
- A Synopsis of the British Flora. Arranged according to the natural Orders: Containing Vasculares, or flowering Plants. Longman, Rees, Orme, Brown, Green, London 1829. (Digitalisat) (Zweite Auflage ebenda 1835; 3. Auflage ebenda 1841).
- The Genera and Species of Orchidaceous Plants. Treuttel & Ridgway, London 1830–1840. (Digitalisat).
- An Introduction to the natural System of Botany: or, A systematic View of the Organisation, natural Affinities, and geographical Distribution, of the whole vegetable Kingdom; Together with the Uses of the most important Species in Medicine, the Arts, and rural or domestic Economy. Longman, Rees, Orme, Brown, and Green, London 1830 (biodiversitylibrary.org).
- John Lindley und William Hutton, Fossil Flora of Great Britain, or figures and descriptions of vegetal remains found in a fossil state in this country. James Ridgway, London 1831–1837.
- Nixus Plantarum. Ridgway, London 1833 (Textarchiv – Internet Archive).
- Sertum Orchidaceum. A Wreath of the most beautiful Orchidaceous Flowers. Ridgway, London 1837–1841 (Digitalisat).
- The theory of horticulture; or, An attempt to explain the principal operations of gardening upon physiological principles. Longman, Orme, Brown, Green, London 1840 (Digitalisat).
  - 2., erweiterte Auflage, Longman, Brown, Green, and Longmans, London 1855 (Digitalisat).
- Pomologia Britannica or, Figures and descriptions of the most important varieties of fruit cultivated in Great Britain. H. G. Bohn, London 1841 (biodiversitylibrary.org).